# Jeff Henderson
Jeff Henderson (McAlmont, 19 februari 1989) is een Amerikaanse atleet, die gespecialiseerd is in het verspringen. Hij vertegenwoordigde zijn land bij een aantal grote internationale wedstrijden. Hij nam eenmaal deel aan de Olympische Spelen en won bij die gelegenheid een gouden medaille.

## Biografie
In 2010 en 2014 nam Henderson deel aan de wereldindoorkampioenschappen, maar sneuvelde beide keren in de kwalificatieronde. In 2014 behaalde hij zijn eerste seniorentitel door goud te winnen hij de Amerikaanse kampioenschappen. Hij won dit kampioenschap met een beste poging van 8,33 m. In 2015 won hij het verspringen bij de Pan-Amerikaanse Spelen in Toronto.
De beste prestatie van zijn atletiekcarrière leverde Henderson in 2016. Op de Olympische Spelen van Rio de Janeiro sprong hij 8,38 ver en won hiermee de olympische titel. Met deze prestatie bleef hij Luvo Manyonga uit Zuid-Afrika slechts een centimeter voor. De Brit Greg Rutherford werd derde met een beste poging van 8,29. Hij droeg zijn overwinning op aan zijn moeder, die de Alzheimer heeft.

## Titels
- Olympisch kampioen verspringen - 2016
- Pan-Amerikaanse Spelen kampioen verspringen - 2015
- Amerikaans kampioen verspringen - 2014, 2016, 2018

## Persoonlijke records
Outdoor
| Onderdeel   | Prestatie          | Datum         | Plaats      |
| ----------- | ------------------ | ------------- | ----------- |
| 100 m       | 10,18 s (-0,4 m/s) | 25 mei 2013   | Pueblo      |
| 200 m       | 20,65 s (+0,2 m/s) | 25 mei 2013   | Pueblo      |
| 400 m       | 51,49 s            | 12 april 2014 | Los Angeles |
| verspringen | 8,52 m (+1,8 m/s)  | 22 juli 2015  | Toronto     |

Indoor
| Onderdeel          | Prestatie | Datum            | Plaats      |
| ------------------ | --------- | ---------------- | ----------- |
| 60 m               | 6,58 s    | 22 februari 2014 | Albuquerque |
| verspringen        | 8,19 m    | 20 maart 2016    | Portland    |
| hink-stap-springen | 14,90 m   | 7 maart 2008     | Charleston  |

## Palmares

### verspringen
- 2010: 9e in kwal. WK indoor - 7,64 m
- 2013:  Amerikaanse kamp. - 8,22 m
- 2014: 16e in kwal. WK indoor - 7,43 m
- 2014:  Amerikaanse kamp. - 8,52 m (te veel wind)
- 2014:  Adidas Grand Prix - 8,33 m
- 2015:  Amerikaanse kamp. - 8,44 m
- 2015:  Pan-Amerikaanse Spelen - 8,54 m
- 2015: 9e WK - 7,95 m
- 2016: 4e WK indoor - 8,19 m
- 2016:  US Olympic Trials - 8,58 m
- 2016:  OS - 8,38 m

1896: Ellery Clark ·
1900: Alvin Kraenzlein ·
1904: Meyer Prinstein ·
1908: Frank Irons ·
1912: Albert Gutterson ·
1920: William Petersson ·
1924: William DeHart Hubbard ·
1928: Ed Hamm ·
1932: Ed Gordon ·
1936: Jesse Owens ·
1948: Willie Steele ·
1952: Jerome Biffle ·
1956: Greg Bell ·
1960: Ralph Boston ·
1964: Lynn Davies ·
1968: Bob Beamon ·
1972: Randy Williams ·
1976: Arnie Robinson ·
1980: Lutz Dombrowski ·
1984: Carl Lewis ·
1988: Carl Lewis ·
1992: Carl Lewis ·
1996: Carl Lewis ·
2000: Iván Pedroso ·
2004: Dwight Phillips ·
2008: Irving Saladino ·
2012: Greg Rutherford ·
2016: Jeff Henderson ·
2020: Miltiadis Tentoglou ·
2024: Miltiadis Tentoglou